# Charles Alexis Apoil
Pour les articles homonymes, voir Apoil.
Charles Alexis Apoil, né à Mantes-la-Jolie le 24 octobre 1809 et mort à Meudon le 22 décembre 1864, est un peintre français.

## Biographie
Élève d'Eugène Devéria, sociétaire de la Société des artistes français, Charles Alexis Apoil travaille à la manufacture de porcelaine de Sèvres de 1851 à sa mort en 1864. 
Il obtient en 1893 à titre posthume une mention honorable au Salon des artistes français. 
Époux de la peintre sur porcelaine Suzanne Estelle Apoil (1842-1902), il est inhumé à son côté au cimetière de Sèvres.